# 内尔涅
内尔涅（法語：Nernier，法語發音：[nɛʁnje]）是法国上萨瓦省的一个市镇，属于托农莱班区。

## 地理
内尔涅（46°21'56"N, 6°18'13"E）面积1.82 平方千米，位于法国奥弗涅-罗讷-阿尔卑斯大区上萨瓦省，该省份为法国东部省份，历史上为薩伏依的一部分，北与瑞士接壤，西接安省，南至萨瓦省，东与瑞士和意大利接壤。
与内尔涅接壤的市镇（或旧市镇、城区）包括：伊瓦尔。

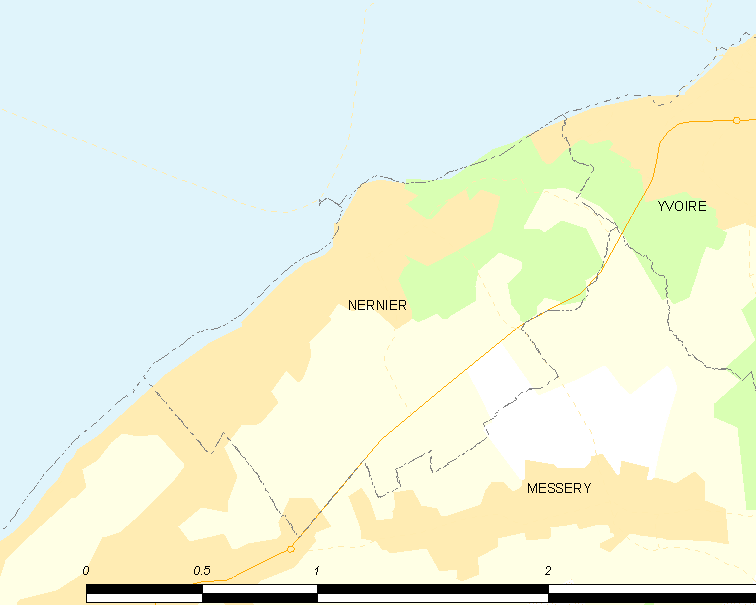
内尔涅的OSM定位图

内尔涅的时区为UTC+01:00、UTC+02:00（夏令时）。

## 行政
内尔涅的邮政编码为74140，INSEE市镇编码为74199。

## 政治
内尔涅所属的省级选区为锡耶县。

## 人口

1962-2008年间内尔涅人口变化图示

内尔涅于2022年1月1日时的人口数量为424人。